# باب شول
باب شول (انگلیسی: Bob Schul؛ زادهٔ ۲۸ سپتامبر ۱۹۳۷) دونده اهل ایالات متحده آمریکا بود.
از افتخارات وی می‌توان به کسب مدال طلا دو ۵۰۰۰ متر در بازی‌های المپیک تابستانی ۱۹۶۴ اشاره کرد.